# Bonaventura da Forlì
Bonaventura da Forlì, noto anche come Bonaventura Tornielli (Forlì, 1410 circa – Udine, 31 marzo 1491), è stato un religioso italiano.
Sacerdote dell'ordine dei servi di Maria, il suo culto come beato è stato confermato da papa Pio X nel 1911.

## Biografia
Nacque a Forlì e, secondo notizie tarde, apparteneva alla nobile famiglia Tornielli: abbracciò la vita religiosa tra i Servi di Maria e nel 1448 passò dal convento di Forlì a quello di Santa Maria dei Servi a Venezia, dove completò gli studi teologici e conseguì il titolo di magister.
Fu un celebre omileta: predicò a Venezia davanti al senato nel 1468 e nel 1482 e in San Marco nel 1488; durante la peste del 1476 predicò a Perugia; per istanza del senato e del popolo di Firenze predicò in cattedrale e, nel 1481, in Santissima Annunziata; nel 1487 predicò in Sant'Alessandro a Brescia e vi fondò la confraternita dell'Annunciata; nel 1483 predicò a Bologna e nel 1488 in San Petronio.
Fu procuratore generale dell'ordine nel 1482 e poi priore di San Marcello al Corso: il 31 maggio 1483 papa Sisto IV lo nominò predicatore apostolico. Nel 1485 era provinciale di Romagna e partecipò al capitolo generale a Vetralla, dove il priore generale Antonio Alabanti lo scelse come suo collaboratore per riportare l'ordine a una più stretta osservanza. Intervenne anche al capitolo generale di Bologna del 1488, quando venne eletto vicario generale dell'osservanza.
Morì mentre predicava la quaresima nel convento di Santa Maria delle Grazie a Udine il 31 marzo (giovedì santo) del 1491.

## Il culto
Il culto Bonaventura iniziò subito dopo la sua morte tanto che Nicolò Giuliola, vicario generale di Aquileia, con decreto del 6 aprile 1491 comminò la scomunica a quanti gli avessero prestato culto pubblico. Nel 1509, attribuendo la sua guarigione del 1507 all'intercessione del religioso, il luogotenente a Udine della Repubblica di Venezia, Andrea Loredan, fece traslare il corpo di Bonaventura in Santa Maria dei Servi a Venezia. Dopo la soppressione del convento le reliquie furono trasferite alla chiesa dei Santi Ermagora e Fortunato e il 18 ottobre 1908 nella chiesa dell'Abbazia della Misericordia. Nel 1971, due anni prima che la Misericordia venisse sconsacrata e venduta un privato, il corpo venne riportato nel santuario della Beata Vergine delle Grazie a Udine.
Papa Pio X, con decreto del 6 settembre 1911, ne confermò il culto con il titolo di beato.
Il suo elogio si legge nel martirologio romano al 31 marzo.